# Ger tereg

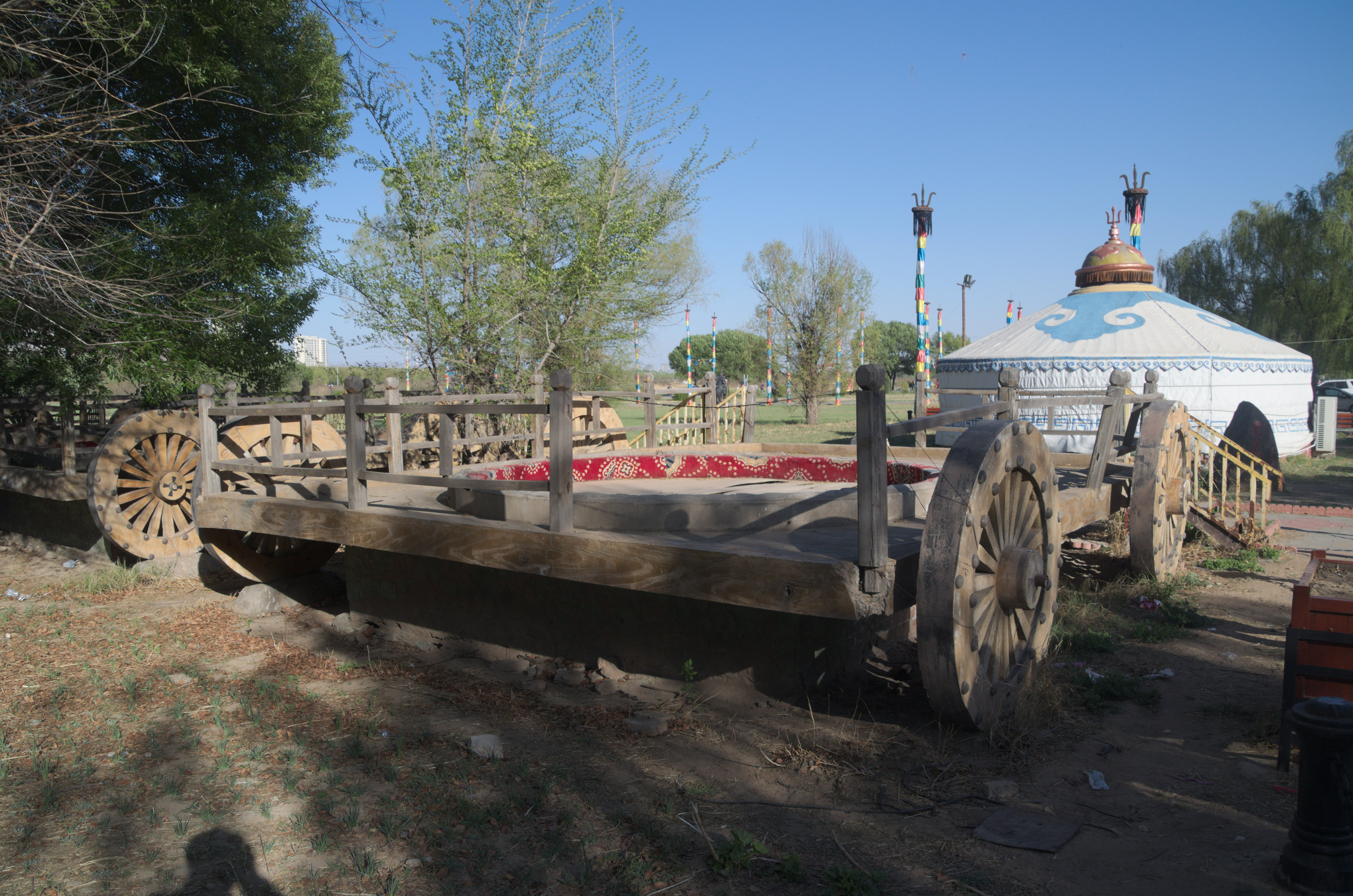
Chariot d'une ger tereg à Baotou, Mongolie-Intérieure. On peut voir l'arceau qui permet de maintenir la structure de la yourte.

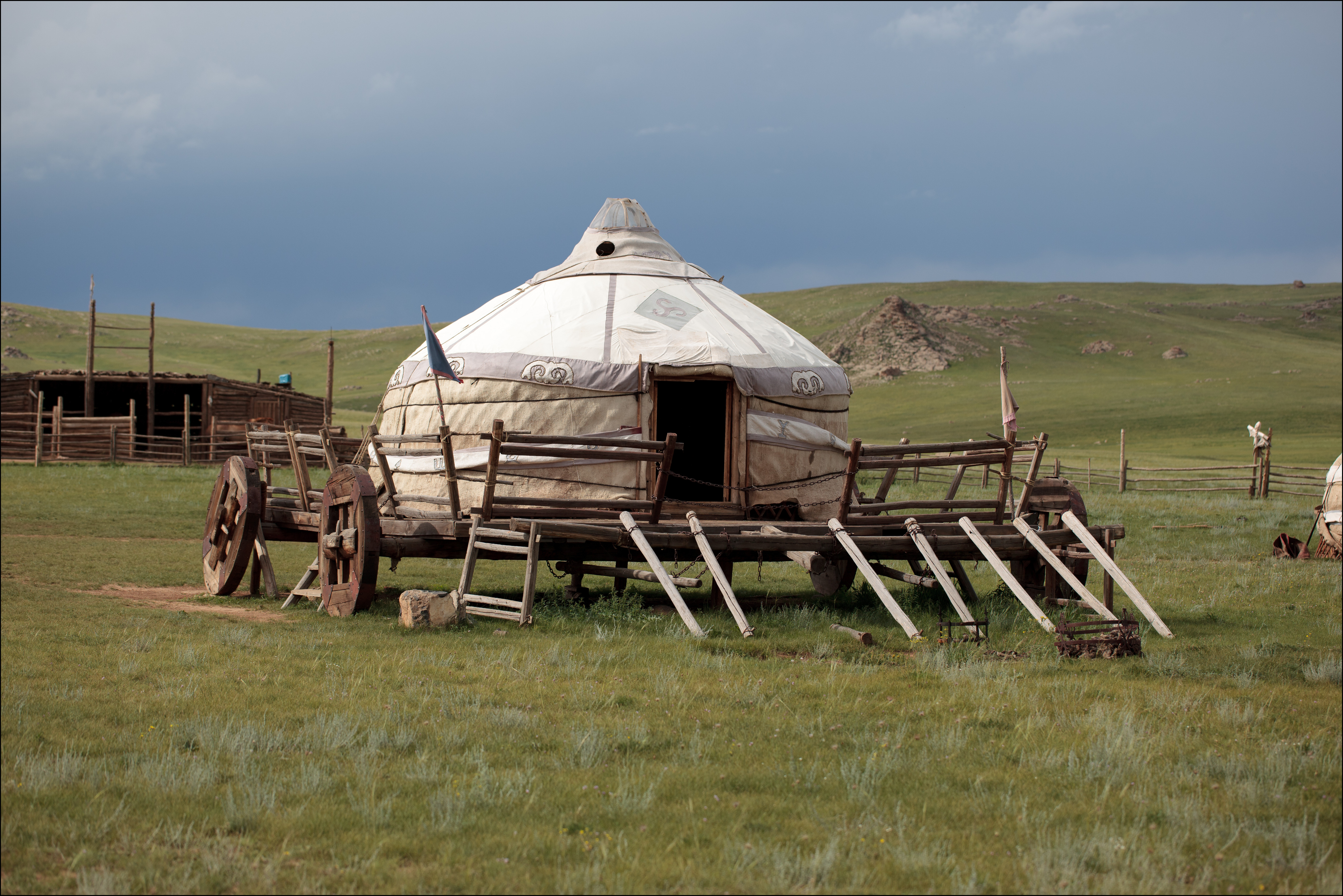
Ger tereg kazakh.

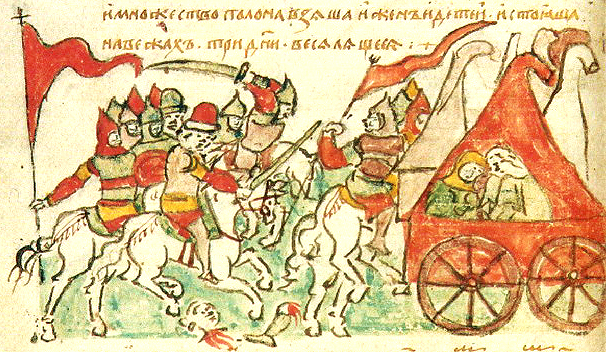
Représentation médiévale des yourte sur chariot des Coumans

Une ger tereg (mongol bichig : ᠭᠡᠷ
ᠲᠡᠷᠭᠡ, mongol cyrillique : гэр тэрэг, translittération ISO-9 et MNS 5217 : ger tereg, littéralement « yourte-wagon »), également appelée « teregt ger » (ᠲᠡᠷᠭᠡᠲᠥ
ᠭᠡᠷ / тэрэгт гэр, littéralement « yourte à chariot ») est un habitat mobile traditionnel des peuples turco-mongols, dans lequel une yourte est posée sur un grand chariot tiré généralement par des bœufs.
Ce type d'habitat était principalement utilisé par les khans, chefs de khanats, turcos-mongols, au moins entre le XIIIe et le XVIe siècle.
Guillaume de Rubrouck (1215-1295) les décrit dans ses récits de voyage dans l'Empire mongol. Il décrit une rencontre dans une yourte avec Möngke et son épouse où ceux-ci s'enivrent, lors d'une soirée en présence de prêtres nestoriens et la femme retourne dans la yourte impériale, sur le chariot : « Enfin la dame, étant ivre comme les autres, s'en retourna dans son chariot chez elle ».

## Structure
La structure du chariot est en bois, comporte différente rambardes autour de la yourte et quatre grandes roues.